# هايك كامرلينغ أونس
هايك كامرلينغ أونس (Heike Kamerlingh Onnes) (مواليد 21 سبتمبر 1853 - 21 فبراير 1926) كان عالم فيزياء هولندي. أمضى حياته العلمية في اكتشاف تقنيات التبريد الشديد والظواهر المتعلقة بها. وقد حصل على جائزة نوبل في الفيزياء عام 1913.

## السيرة الذاتية

### سنواته الأولى
ولد هايك كامرلينغ أونس في خرونينغن، هولندا. كان والده هارم كامرلينغ أونس مالكاً لمصنع طوب. وأمه هي آنا غيردينا كورس من آرنم.
إلتحق هايك بجامعة خرونينغن عام 1870. درس تحت إشراف روبرت بنزن وغوستاف روبرت كيرشهوف في جامعة هايدلبرغ من 1871 حتى 1873. حصل على شهادة الماجستير عام 1878 وشهادة الدكتوراة في 1879 من جامعة خرونينغن. كانت أطروحته تتناول (أدلة جديدة على دوران الأرض). كان ما بين عامي 1878 حتى 1882 مساعداً للفيزيائي الهولندي يوهانس بوسخا مدير جامعة دلفت للتكنولوجيا، والذي حل هايك محله كمحاضر بين عامي 1881 و 1882.

### عائلته
تزوج بماريا أدريانا فيلهلمينا إليزابيث بايلفيلد عام 1887، وأنجبا طفلاً واحداً أسموه ألبيرت. كان أخوه مينسو كامرلينغ أونس (1860-1925) رساماً معروفاً إلى حد ما، وهو والد الرسام هارم كامرلينغ أونس. وتزوجت اخته رساماً مشهوراً يدعى فلوريس فيرستر.

## جامعة لايدن
عمل هايك ما بين 1882 حتى 1923 بروفسوراً في الفيزياء التجريبية في جامعة لايدن. وأوجد في عام 1904 مختبراً كبيراً جداً للتبريد العميق، ودعا العديد من الباحثين إليه. الأمر الذي جعله يحظى بتقدير عالي من المجتمع العلمي. يعرف هذا المختبر الآن «بمختبر كامرلينغ أونس». وبعد سنة واحدة من توليه منصب بروفيسور أصبح عضواً في الأكاديمية الملكية الهولندية للفنون والعلوم.

### تسييل الهيليوم

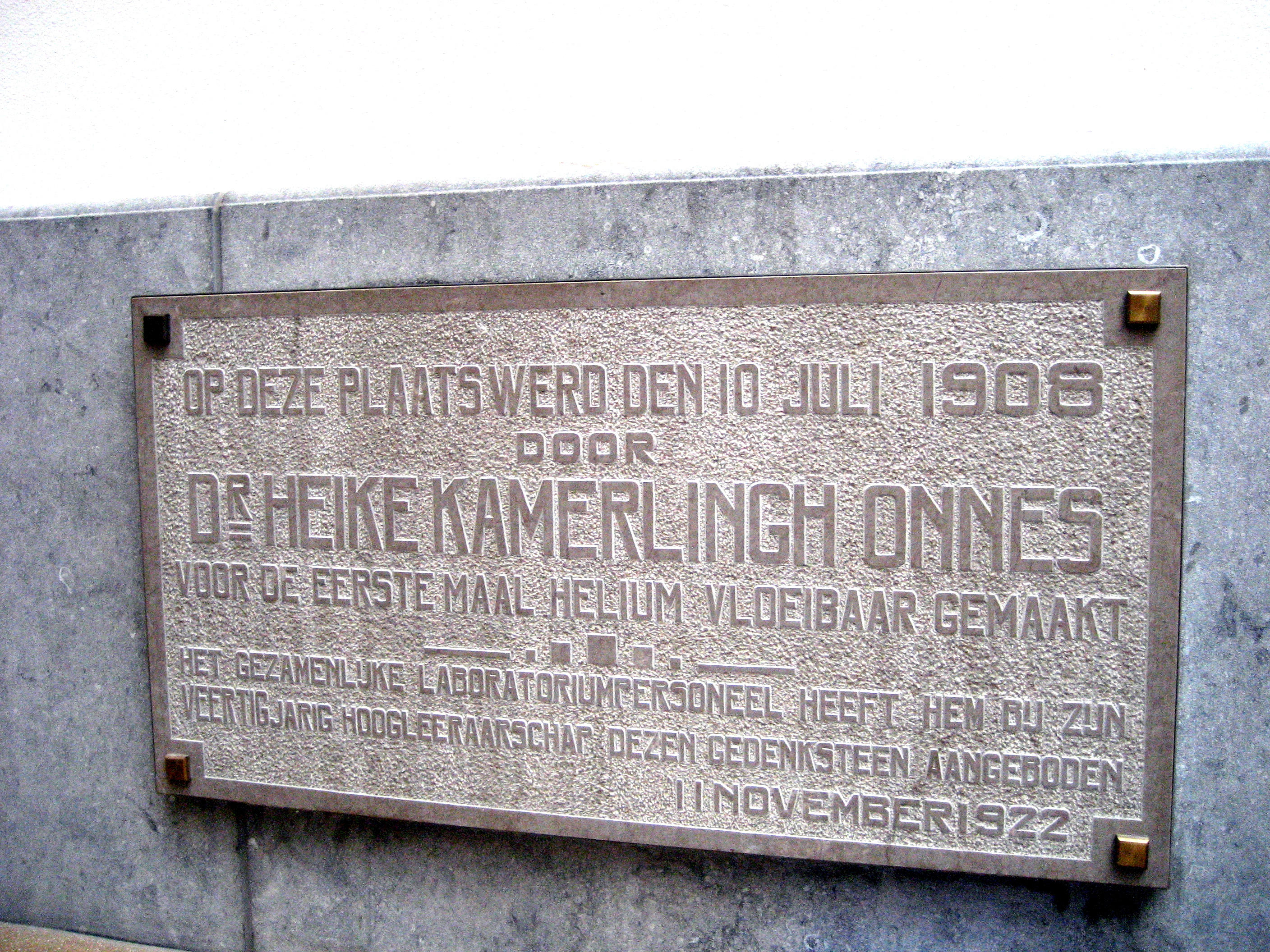
لوحة تذكارية في ليدن

في 10 يوليو 1908 كان هايك أول شخص يقوم بتسييل الهيليوم مستعملاً عدة مراحل لما قبل التبريد وعملية ليندة المرتكزة على تأثير جول-طومسون. بهذه الطريقة قام بتخفيض درجة الحرارة إلى نقطة غليان الهيليوم (- 269مئوية، 4.2 كلفن). عن طريق تقليل ضغط الهيليوم، تمكن من الوصول لدرجة حرارة قريبة من 1.5 كلفن، (- 271 مئوية). كانت هذه أخفض درجة حرارة يمكن تحقيقها على الأرض في ذلك الوقت. الأدوات التي إستخدمها في هذه التجربة موجودة في متحف بورهاف في لايدن.

### الموصلية الفائقة
في عام 1911، قاس أونس موصيلة معادن نقية مثل (الزئبق، ولاحقاً القصدير والرصاص في درجات حرارة منخفضة. بعض العلماء مثل (ويليام طومسون لورد كلفن)، إعتقدو أن تدفق الإلكترونات عبر موصل كهربائي في درجة الحرارة المنخفضة جداً سيتوقف تماماً، أو بمعنى آخر إن مقاومة المعادن ستصبح لانهائية عند الصفر المطلق. بينما إعتقد علماء آخرون ومن ضمنهم هايك أن مقاومة الموصلات الكهربائية سوف تقل بثبات حتى تصل إلى الصفر (وخلاصة هذين الرأيين أن المقاومة سوف تصبح كبيرة جداً لدرجة أنها ستمنع الإلكترونات من التدفق - رأي اللورد كلفن- عند درجة الصفر المطلق أو أن المقاومة ستنعدم نهائياً وستسمح للإلكترونات بالتدفق عند درجة الصفر المطلق – رأي هايك أونس). وقال أوغوستوس ماتيسن أن الحرارة عندما تنخفض فإن موصلية المعادن ترتفع.
في 8 أبريل 1911، وجد هايك أونس عند درجة حرارة 4.2 كلفن أن مقاومة سلك صلب من الزئبق مغمور في الهيليوم السائل قد إختفت فجأة. وقد أدرك بسرعة دلالة اكتشافه (والتي أصحبت واضحة عند فك شفرة مذكراته في القرن اللاحق). وقد وثق ذلك وقال:«تحول الزئبق إلى حالة جديدة، والتي بسبب خصائصها الكهربائية غير العادية قد يطلق عليها الحالة فائقة التوصيل». وقد نشر العديد من المقالات حول هذه الظاهرة، مشيراً إليها في البداية باسم «الموصلات الفائقة» (superconductivity)، وتم تبني هذا المصطلح لاحقاً.
لاقى هايك أونس تقديراً واعترافاً واسعاً لعمله، حيث حصل على جائزة نوبل في الفيزياء عام 1913. وجاء في قول اللجنة المشرفة:«إن تحقيقاته في خصائص المادة عند درجة حرارة منخفضة والتي قادت، ضمن أمور أخرى، إلى اكتشاف الهيليوم السائل».

## الإرث والتكريم

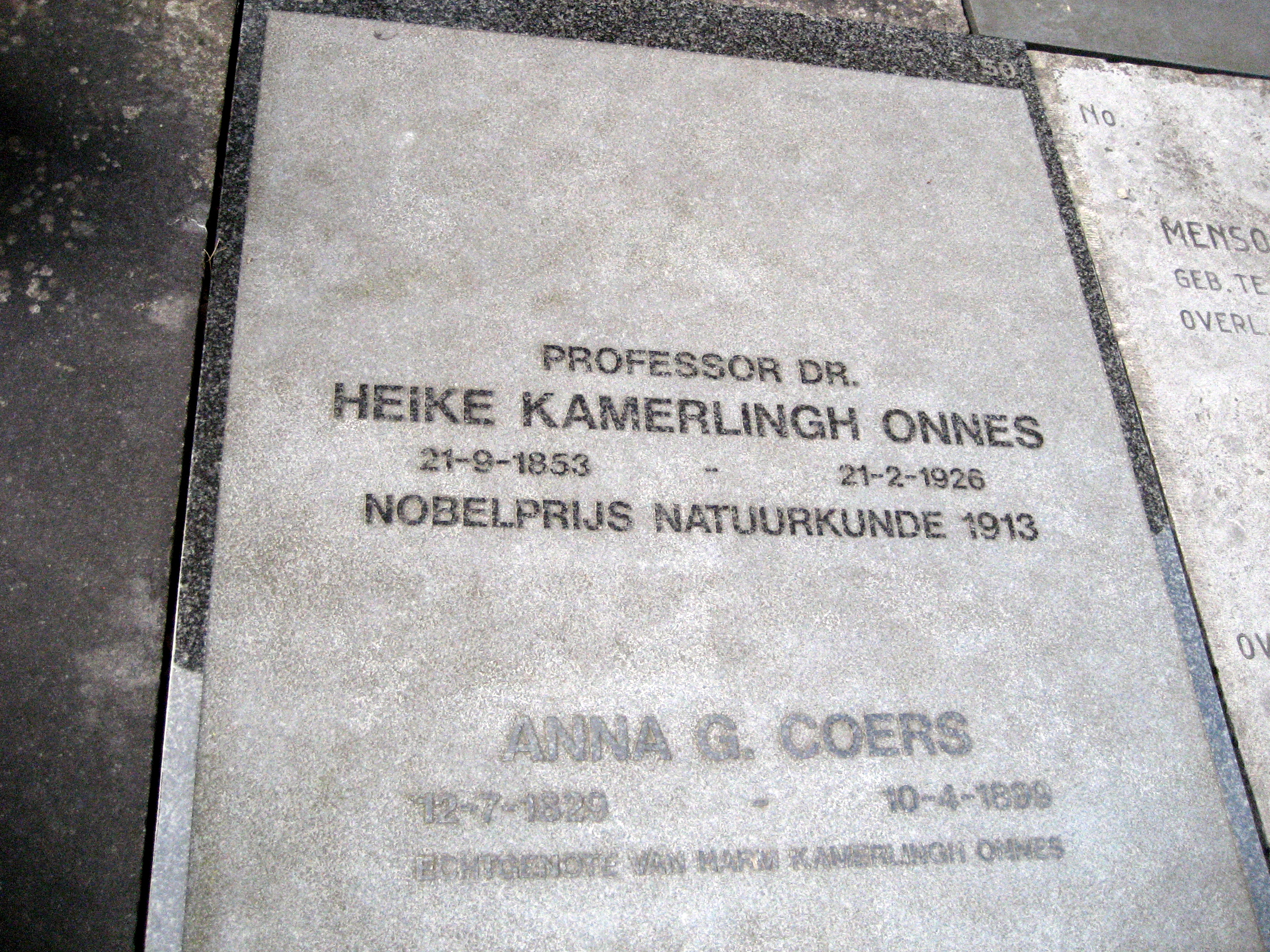
قبر هايك كامرلينغ أونس

يمكن رؤية بعض المعدات التي ابتكرها هايك لتجاربه في متحف بورهاف في لايدن. والأدوات التي استعملها في أول عملية تسييل للهيليوم معروضة في رواق قسم الفيزياء في جامعة لايدن، حيث يوجد مختبر التبريد الذي حاز اسمه. يعتبر تلميذه وخلفه مدير مختبر التبريد فيليم هندريك كيسوم أول شخص كان قادراً على تصليب الهيليوم عام 1926. يشغل مبنى مختبر كامرلينغ أونس السابق حالياً كلية الحقوق في جامعة لايدن ويسمى هذا المبنى حالياً باسم مبنى «كامرلينغ أونس». يوجد في كلية العلوم «مختبر كامرلينغ أونس» والذي سمي نسبة له وكذلك توجد اللوحة والعديد من الآلات التي استعملها هايك في الرواق الرئيسي في قسم الفيزياء.
أنشا وسام كامرلينغ أونس على شرفه، ويمنح تقديراً للتعرف على المزيد من التقدم في علم درجات الحرارة المنخفضة.
تم تسمية زحف الهيليوم المسال باسم «تأثير أونس» تكريماً له.
سميت فوهة بركان على سطح القمر بإسمه.
يعود الفضل في صياغة كلمة محتوى حراري إلى العالم أونس.

## الأوسمة والجوائز
- وسام ماتيوتشي (1910)
- وسام رمفورد (1912)
- جائزة نوبل في الفيزياء (1913)
- وسام فرانكلين (1915)

## منشورات مختارة
- «دليل جديد على دوران الأرض». أطروحة الدكتوراة، خرونينغن، هولندا 1879.
- «النظرية العامة للسوائل». أمستردام، 1881
- «في مختبر التبريد في لايدن لإنتاج درجات حرارة منخفضة للغاية». مختبر الفيزياء جامعة لايدن. 1894.
- «النظرية العامة لحالة السوائل». 1896.
- «مزيد من التجارب مع الهيليوم السائل. حول تغير المقاومة الكهربائية للمعادن النقية في درجات حرارة منخفضة للغاية. مقاومة الزئبق النقي في درجة حرارة الهيليوم». مختبر الفيزياء جامعة لايدن. رقم 120 بي. 1911.
- «أدنى درجة حرارة تم الحصول عليها حتى الآن». مختبر الفيزياء في جامعة لايدن. رقم 159. 1922.

## روابط خارجية
- هايك كامرلينغ أونس على موقع الموسوعة البريطانية (الإنجليزية)
- هايك كامرلينغ أونس على موقع ميوزك برينز (الإنجليزية)
- هايك كامرلينغ أونس على موقع إن إن دي بي (الإنجليزية)